# Sabina Mugabe
Sabina Gabriel Mugabe (* 14. Oktober 1934; † 29. Juli 2010 in Harare) war eine simbabwische Politikerin.

## Werdegang
Mugabe war die jüngere Schwester des früheren simbabwischen Staatspräsidenten Robert Mugabe. Als Abgeordnete der ZANU-PF gehörte sie von 1985 bis 2008 dem House of Assembly an. Von 1985 bis 1990 vertrat sie den Wahlkreis Makonde East, von 1990 bis 2008 den Wahlkreis Zvimba South. 

## Farmer Terry Ford
Sie war an der gewaltsamen Beschlagnahmung von Farmen beteiligt, die Ende der 1990er und Anfang der 2000er Jahre weißen Simbabwern gehörten. Darunter der Tod des 55 Jahre alten weißen simbabwischen Farmers Terry Ford, der von einem von ihr entfesselten Mob ermordet wurde, weil sie sein Haus an sich reißen wollte. Ford wurde auf seiner Farm westlich von Harare erst verprügelt und dann mit einem Kopfschuss hingerichtet. Zuvor hatte Sabina Mugabe im November 2000 von ihm verlangt, er müsse seinen Hof an sie übergeben, "so dass sie einziehen könne". Dass Herrn Fords alter Jack Russell Terrier, Squeak, sich weigerte, von der Leiche seines Herrn zu weichen, machte internationale Schlagzeilen.

## Weiteres
Zwei ihrer vier Kinder, Leo Mugabe und Patrick Zhuwao, waren ebenfalls Abgeordnete in der Nationalversammlung.
Sabina Mugabe erlitt 2007 einen Schlaganfall, gab 2008 ihr Abgeordnetenmandat auf und starb im Juli 2010 nach langer Krankheit.